# William H. Daniels
William H. Daniels (ur. 1 grudnia 1901 w Cleveland, Ohio, zm. 14 czerwca 1970 w Los Angeles) – amerykański operator filmowy, laureat Oscara.

## Kariera
Studiował na University of Southern California w Los Angeles. Pracował w zawodzie operatora ponad 50 lat, rozpoczynając w epoce filmów niemych i czarno-białych. Znany był ze współpracy z reżyserem Erichem von Stroheimem i aktorką Gretą Garbo (w 21 filmach). W latach 60. XX wieku zajmował się także produkcją filmową, w latach 1961–1963 kierował Amerykańskim Towarzystwem Operatorów Filmowych.

## Nagrody
W 1949 r. otrzymał Oscara za film Nagie miasto (ang. Naked City) w kategorii zdjęć czarno-białych. Był ponadto nominowany do Oscara trzykrotnie – w 1930 za Annę Christie (z Gretą Garbo w roli głównej), w 1958 za Kotkę na gorącym blaszanym dachu (ang. Cat on a Hot Tin Roof, w kategorii zdjęć do filmu kolorowego) oraz w 1963 za Jak zdobywano Dziki Zachód (ang. How the West Was Won).

## Filmografia
Jako operator filmowy, w trakcie 54-letniej aktywności zawodowej, uczestniczył w realizacji 169 filmów krótko- i pełnometrażowych oraz seriali telewizyjnych.

### Krótkometrażowe
- 1925 Studio Tour (1925) dokumentalny: czas – 32'
- Sure Cures (1946) komedia: 11'
- Diamond Demon (1947) dokument/sport: 9'
- Third Test - Miss Garbo (1949)

### Seriale TV
- General Electric Theater (1957) serial komediowy: 1 odcinek
- Frances Langford Presents (1959) serial komediowy

### Fabularne
- Szalone żony (1922) dreszczowiec: czas – 117'
- Małżeńska karuzela (1923) obyczajowy: 110'
- Helen's Babies (1924) komedia: 85'
- Chciwość (1924) dreszczowiec: 140'
- Women and Gold (1925) obyczajowy: 60'
- Wesoła wdówka (1925) melodramat: 137'
- Symfonia zmysłów (1926) dramat: 112'
- Szaleństwo tańca (1926) komedia: 70'
- Słowik hiszpański (1926) dramat obyczajowy: 88'
- Monte Carlo (1926) komedia romantyczna: 70'
- Money Talks (1926) komedia: 70'
- The Boob (1926) komedia romantyczna: 64'
- Bardelys the Magnificent (1926) melodramat 90'
- Kusicielka (1926) dramat: 62'
- Altars of Desire (1927) melodramat: 70'
- Captain Salvation (1927) dramat: 87'
- Tillie the Toiler (1927) komediodramat: 70'
- On Ze Boulevard (1927) komedia: 60'
- Anna Karenina (1927) melodramat: 82'
- The Latest from Paris (1928) dramat: 80'
- Bringing Up Father (1928) komedia: 70'
- Aktorka (1928) komediodramat: 70'
- Telling the World (1928) komedia: 80'
- Żar miłości (1928) melodramat: 96'
- Jad miłości (1928) biograficzny: 65'
- A Lady of Chance (1928) komediodramat: 78'
- Władczyni miłości (1928) melodramat: 98'
- Dzikie orchidee (1929) melodramat: 100'
- Proces Mary Dugan (1929) obyczajowy: 113'
- Koniec pani Cheyney (1929) komediodramat: 94'
- Wise Girls (1929) komedia muzyczna: 97'
- Pocałunek (1929) melodramat: 62'
- Their Own Desire (1929) dramat: 65'
- Anna Christie (1930) melodramat: 89'
- Montana Moon (1930) komediodramat: 89'
- Strictly Unconventional (1930) obyczajowy: 55'
- Romans (1930) dramat: 76'
- Olympia (1930) melodramat: 80'
- Si l'empereur savait ça (1930) dramat: 86'
- Anna Christie (1930) dramat: 85'
- The Great Meadow (1931) western: 75'
- Natchnienie (1931) dramat: 74'
- Strangers May Kiss (1931) melodramat: 81'
- Wolne dusze (1931) dramat kryminalny: 93'
- Zuzanna Lenox (1931) dramat: 76'
- Mata Hari (1931) szpiegowski: 89'
- Lovers Courageous (1932) dramat: 77'
- Ludzie w hotelu (1932) melodramat: 112'
- Jaką mnie pragniesz (1932) dramat: 70'
- Skyscraper Souls (1932) melodramat: 99'
- Królowa Kelly (1932) obyczajowy: 101'
- Ostatnia cesarzowa (1932) biograficzny: 121'
- Biała siostra (1933) melodramat: 105'
- The Stranger's Return (1933) komedia: 89'
- Kolacja o ósmej (1933) komediodramat: 111'
- Broadway to Hollywood (1933) musical: 85'
- Christopher Bean (1933) komedia: 75'
- Królowa Krystyna (1933) dramat historyczny: 99'
- Barretowie z ulicy Wimpole (1934) biograficzny: 109'
- Malowana zasłona (1934) melodramat: 85'
- Kapryśna Marietta (1935) musical: 105'
- Anna Karenina (1935) melodramat: 95'
- Zaczęło się od pocałunku (1935) komediodramat: 97'
- Rendezvous (1935) komedia wojenna: 94'
- Romeo i Julia (1936) melodramat: 125'
- Rose Marie (1936) musical: 113'
- Dama kameliowa (1936) melodramat: 109'
- Panowie do towarzystwa (1937) komedia: 84'
- Broadway Melody of 1938 (1937) musical: 110'
- Podwójne wesele (1937) komedia: 87'
- The Last Gangster (1937) dreszczowiec: 81'
- Beg, Borrow or Steal (1937) komedia: 72'
- Młode serca (1938) komediodramat: 90'
- Maria Antonina (1938) biograficzny: 149'
- Listy z frontu (1938) dramat wojenny: 85'
- Three Loves Has Nancy (1938) komedia: 70'
- Dramatic School (1938) melodramat: 80'
- Idiot’s Delight (1939) musical: 107'
- Stronger Than Desire (1939) obyczajowy: 78'
- Ninoczka (1939) komedia: 110'
- Sprawa dla detektywa (1939) komedia kryminalna: 103'
- Sklep za rogiem (1940) komedia romantyczna: 99'
- Śmiertelna zawierucha (1940) obyczajowy: 100'
- Nów (1940) musical: 105'
- So Ends Our Night (1941) dramat wojenny: 117'
- Back Street (1941) obyczajowy: 89'
- Love Crazy (1941) komedia: 99'
- They Met in Bombay (1941) przygodowy: 92'
- Honky Tonk (1941) western: 105'
- Cień zbrodni (1941) komedia kryminalna: 97'
- Design for Scandal (1941) komedia romantyczna: 85'
- Dr. Kildare's Victory (1942) kryminał: 92'
- Dla mnie i mojej dziewczyny (1942) musical: 104'
- Keeper of the Flame (1942) dramat sensacyjny: 100'
- Zwariowana dziewczyna (1943) musical: 99'
- The Heavenly Body (1944) komedia romantyczna: 95'
- Duch Canterville (1944) komedia/fantasy: 95'
- Maisie Goes to Reno (1944) komedia romantyczna: 90'
- Brutalna siła (1947) film noir: 98'
- Lured (1947) film noir: 102'
- Nagie miasto (1948) film noir: 96'
- For the Love of Mary (1948) musical: 90'
- Family Honeymoon (1948) komedia: 90'
- The Life of Riley (1949) komedia romantyczna: 90'
- Illegal Entry (1949) kryminał: 84'
- Dziewczyna, która zdobyła zachód (1949) western: 84'
- Abandoned (1949) film noir: 79'
- Woman in Hiding (1950) film noir: 92'
- Długa droga do domu (1950) dramat wojenny; 106'
- Deported (1950) film noir: 89'
- Winchester ’73 (1950) western: 92'
- Harvey (1950) komedia/fantasy: 104'
- Bright Victory (1951) dramat wojenny: 97'
- Thunder on the Hill (1951) film noir: 84'
- The Lady Pays Off (1951) komediodramat: 80'
- When in Rome (1952) komedia kryminalna: 78'
- Pat i Mike (1952) komedia romantyczna: 95'
- Glory Alley (1952) dramat muzyczny: 79'
- Podróż ku Nowemu Światu (1952) dramat przygodowy: 105'
- Never Wave at a WAC (1953) komedia przygodowa: 87'
- Zatoka sztormów (1953) dramat przygodowy: 103'
- Forbidden (1953) film noir: 85'
- War Arrow (1953) western: 78'
- Historia Glenna Millera (1954) biograficzny: 115'
- Daleki kraj (1954) western: 97'
- Six Bridges to Cross (1955) film noir: 96'
- Dowództwo lotnictwa strategicznego (1955) dramat wojenny: 112'
- The Shrike (1955) obyczajowy: 88'
- Foxfire (1955) melodramat: 92'
- The Girl Rush (1955) musical: 85'
- The Benny Goodman Story (1956) biograficzny: 116'
- Away All Boats (1956) dramat wojenny: 114'
- The Unguarded Moment (1956) film noir: 95'
- Istanbul (1957) film noir: 84'
- Nocne przejście (1957) western: 90'
- Interludium (1957) melodramat: 90'
- My Man Godfrey (1957) komedia: 92'
- Głos w lustrze (1958) dreszczowiec: 103'
- Kotka na gorącym blaszanym dachu (1958) obyczajowy: 108'
- Długi tydzień w Parkman (1958) dramat obyczajowy: 137'
- Obcy w moich ramionach (1959) dramat wojenny: 88'
- Never Steal Anything Small (1959) musical: 94'
- Dziura w głowie (1959) komedia: 120'
- Tak niewielu (1959) dramat wojenny: 125'
- Kankan (1960) musical: 131'
- Młodzi i spragnieni (1960) obyczajowy: 112'
- Ryzykowna gra (1960) komedia kryminalna: 127'
- Kiedy nadejdzie wrzesień (1961) komedia romantyczna: 112'
- Jak zdobyto Dziki Zachód (1962) western: 164'
- Jumbo (1962) musical: 123'
- Przyjdź i zadmij w róg (1963) komedia: 112'
- Nagroda (1963) komedia kryminalna: 134'
- Dokonjo monogatari - zeni no odori (1964) kryminał: 90'
- Robin i 7 gangsterów (1964) komedia: 123'
- Ekspres von Ryana (1965) wojenny: 117'
- Małżeństwo na rozdrożu (1965) komedia: 109'
- Napad na królową (1966) przygodowy: 106'
- Nie ma jak Flint (1967) komedia przygodowa: 114'
- Dolina lalek (1967) obyczajowy: 123'
- Nieznośne lata (1968) komediodramat: 92'
- The Maltese Bippy (1969) horror: 92'
- Marlowe (1969) dramat kryminalny: 96'
- Move (1970) komedia/fantasy: 90'